# George Edwardes

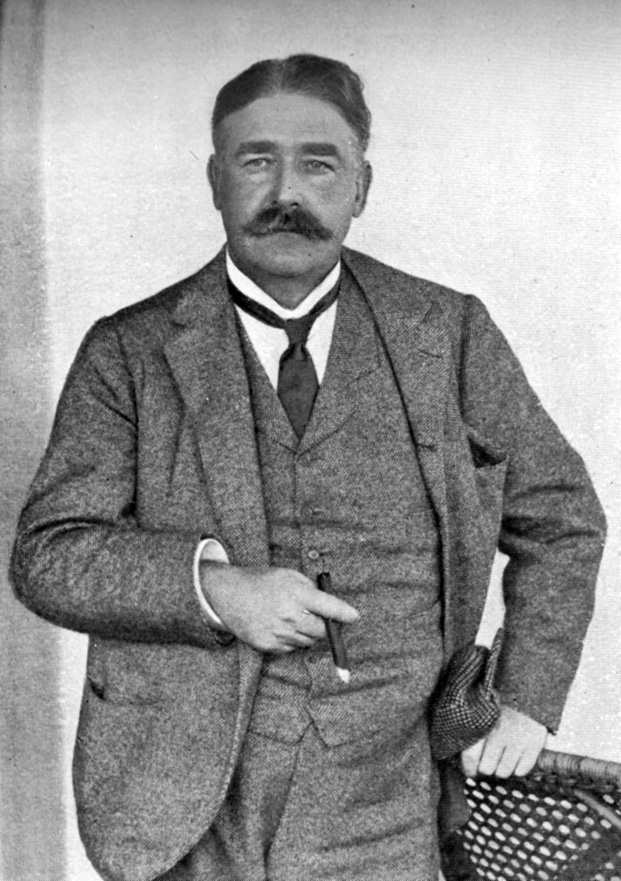
George Edwardes

George Edwardes, född 8 oktober 1855, död 4 oktober 1915, var en brittisk teaterledare.
Edwardes ledde först Theatre Royal i Dublin och från 1880-talet flera teatrar i London. Hans omsorg om operetten, särskilt på Gaiety- och Empireteatrarna, gav honom smeknamnet Operettens Napoleon, men han odlade även dramatik av alla slag, från klassiskt skådespel till modernare fars.